# Vater Goriot

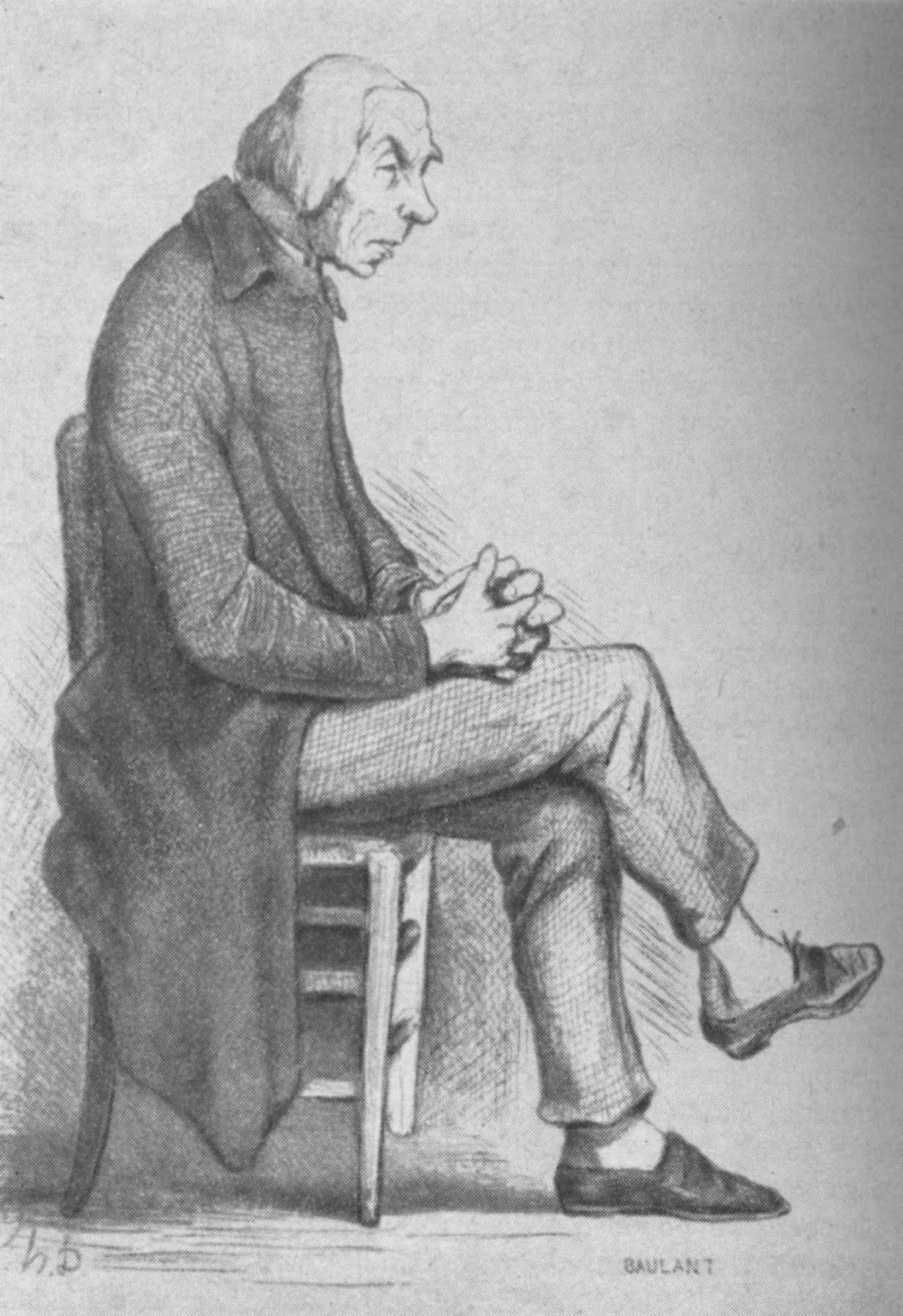
Vater Goriot, Karikatur von Honoré Daumier, 1842

Vater Goriot (frz.: Le Père Goriot) ist ein in den Jahren 1834 und 1835 veröffentlichter Roman von Honoré de Balzac. Im Rahmen von Balzacs Romanzyklus La Comédie humaine (dt.: Die menschliche Komödie) gehört Vater Goriot zu den Scènes de la vie privée (Szenen aus dem Privatleben). Der Roman spielt im Jahr 1819 in Paris.

## Thematische Einordnung
Balzacs Roman Vater Goriot thematisiert an einem nahezu alle Sozialschichten umfassenden Personenensemble sowohl den gesellschaftlichen Aufstieg als auch dessen Niederungen und Abgründe im Kontext der Restauration des beginnenden 19. Jahrhunderts. Balzac gewährt am Beispiel des früheren Nudelfabrikanten Goriot – der nur im Leben seiner Töchter lebt, im Gegenzug ausgenutzt wird und schließlich „wie ein Hund“ stirbt – einen Blick auf die ideelle Ausrichtung der Gesellschaft auf Ruhm, Macht, Schein des Dekors und den aufkommenden Kapitalismus, ein immer stärkeres Eindringen des Geldes in alle Lebensbereiche. Der emblematisch für Fortschrittsoptimismus und Rationalismus stehende ‚Streitwagen der Zivilisation’ überrollt und zerbricht das sich ihm in den Weg stellende „cœur“ (Herz) kurzerhand und deutet für den Leser unübersehbar schon zu Beginn des Romans Balzacs exemplarische Schreibweise und literarisches Selbstverständnis an.

## Romanfiguren
- Madame Vauquer, Pensionsbesitzerin
- Vautrin, gewissenloser Gauner namens Jacques Collin in der Verkleidung eines ehrbaren Bürgers
- Vater Goriot, ehemaliger Getreidespekulant und Nudelfabrikant
- Anastasie de Restaud, seine ältere Tochter, Frau eines Adligen
- Delphine de Nucingen, seine jüngere Tochter, Frau eines Bankiers
- Victorine Taillefer, junges, mittelloses Mädchen
- Madame Couture, ihre Gouvernante
- Eugène de Rastignac, ehrgeiziger, mittelloser junger Mann vom Land
- Mademoiselle Michonneau, geldgierige Pensionärin
- Poiret, kriecherischer Beamter

## Erzähltechnik
Die Besonderheit Balzacs Erzähltechnik liegt in ihrer stilistischen und perspektivischen Programmatik, die hauptsächlich auf einen auktorialen Erzähler setzt, der wiederum in einem Spannungsverhältnis zum zeitweise als Reflektorfigur auftretenden Protagonisten Rastignac steht.
Der Erzähler ist zunächst vordergründig ein Übermittler einer als wahr proklamierten Geschichte, in der grenzenlose, ad absurdum geführte Vaterliebe letztendlich in einer auf moralische Unwerte wie Egoismus, Skrupellosigkeit, Eitelkeit und natürlich Geldgier gegründeten Gesellschaft in den Ruin führen muss. Für diejenigen, die diese Qualitäten besitzen, scheint der soziale Aufstieg gesichert. Goriot jedoch, der von seinen Töchtern nicht mehr beansprucht, als der „petit chien“ (kleine Hund) in ihrer Nähe sein zu dürfen, begibt sich damit in eine wortwörtlich hündische Abhängigkeit und muss schließlich auch „comme un chien“ (wie ein Hund) sterben. In diesen Schlüsselszenen wechselt die Erzählperspektive in die Nähe der Figuren, so dass sich der Leser durch die suggerierte, unmittelbare Nähe mit den Charakteren Goriots auf dem Sterbebett, der seine Töchter durchschaut hat, dennoch ihre Anwesenheit wünscht, oder Rastignacs, in seinem inneren Konflikt zwischen moralischer Integrität und gesellschaftlichem Erfolgsstreben, emotional identifizieren kann.
Das „realistische“ Erzählen Balzacs besitzt an einigen Textstellen eine stark mythologisierende Komponente, so bei der Verhaftung des Verbrechers in der Pension, wenn dieser mit dem Teufel in Verbindung gebracht wird.

## Gesellschaftsbild

### Gesellschaftswissenschaftliche Funktion
Der dem Roman zugrunde liegende Wahrheitsanspruch ist dennoch in einen größeren Rahmen eingebettet, es geht um mehr als die Darstellung des Schicksals eines Individuums. Über seinen Erzähler betätigt sich Balzac als empirischer Sozial- und Gesellschaftswissenschaftler, der zugleich Analyst, Kritiker und Visionär ist. Bedacht auf Authentizität und analytische Präzision verschränkt er Realität und Fiktion im Rahmen einer Poetik der wissenschaftlichen Imagination und versetzt sich selbst und dadurch auch den Rezipienten in die Lage, aus einer globalen Perspektive Aussagen über die Gesellschaft machen zu können. Balzac begründet damit den Roman als (gesellschafts-)wissenschaftliche Form, der mit Hilfe der Imagination und des Genies die Dimensionen des mit den Mitteln der traditionellen Naturwissenschaften Greifbaren übersteigt, dennoch methodisch von ihnen abgeleitet ist.
Große Bedeutung für sein Werk hat ebenfalls der Zoologe Étienne Geoffroy Saint-Hilaire, dem er dieses Buch gewidmet hat. Nach dem Vorbild der espèces zoologiques schafft Balzac in seinem Werk die espèces humaines (Bsp. Mademoiselle Michonneau als Viper).

### Gesellschaftskritische Funktion
Die oft schonungslose Darstellung der Gesellschaft mündet schließlich in eine Kritik.
Soziale Mobilität ist nach Balzacs Analyse möglich, so wie ein Goriot durch geschickte Getreidespekulation, sozusagen als Revolutionsgewinner, die soziale Leiter zunächst nach oben steigt, sich in einer auf Korruption und Dekor basierenden Gesellschaft aber nicht zurechtfindet und durch seine monomane – und ausbeutungswürdige – Vaterliebe nicht überleben kann. Oder wie ein Rastignac, dessen gesellschaftliche Initiation schrittweise erfolgt, er sich aber dafür von seinen integren Wurzeln, metaphorisch durch seine Herkunft aus der im Gegensatz zu Paris noch unverderbten Provinz abgebildet, loslösen muss. Unweigerlich führt die soziale Mobilität in ein moralisches Chaos, das dem Leser wiederum durch poetische Finessen wie die moralische Raumsemantisierung, in der topologische Höhen, wie der Friedhof Père-Lachaise als Goriots letzte Ruhestätte, Indikatoren für das jeweilige moralische Niveau darstellen, vor Augen geführt wird. Die Darstellung der Geldfixiertheit und der Unersättlichkeit als Triebfedern der Gesellschaft der postnapoleonischen Ära mündet damit nicht nur in eine Desillusionierung des Lesers, sondern auch in eine Kritik zeitgenössischen sozialen Handelns, das jeglicher traditioneller bzw. ethischer Grundwerte entbehrt.

## Übersetzungen
Le Père Goriot wurde von Gisela Etzel (Insel 1909), Rosa Schapire (Rowohlt 1923), Franz Hessel (Insel 1923, List 1950), Siever Johanna Meyer-Bergmann (Gutenberg-Verlag Hamburg/Wien/Zürich/Budapest 1928) Ernst Sander (Goldmann 1971) und Elisabeth Kuhs (Reclam, 1988) ins Deutsche übersetzt.